# Судиславль
Судисла́вль — посёлок городского типа (с 1963), административный центр Судиславского района Костромской области России. Образует городское поселение посёлок Судиславль.
Входил в Перечень исторических городов России 2002 года, но в новом Списке 2010 года отсутствует. В ноябре 2019 года включён в перечень исторических поселений регионального значения, утвержденный Костромской областной Думой.

## География
Судиславль находится на реке Корба (приток Андобы, бассейн Волги), в 50 километрах к северо-востоку от Костромы. Расположен на развилке автомобильных дорог Кострома — Галич и Кострома — Мантурово. В 5 километрах от посёлка находится одноимённая железнодорожная станция (ветка Кострома — Галич).

## История

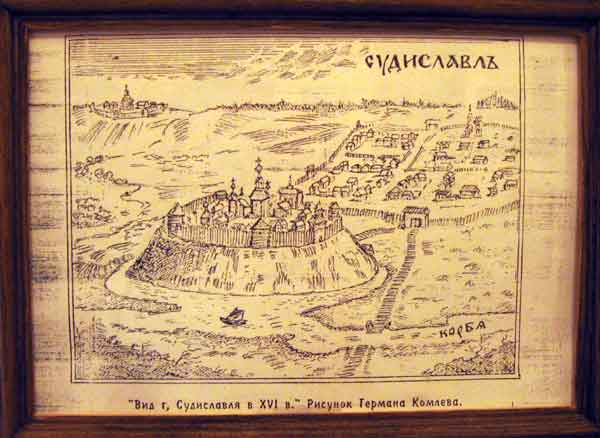
С гравюры XVI века

Название города, уходящее корнями в домонгольскую эпоху, краеведы традиционно связывали с сыном киевского князя Владимира I Святославича Судиславом Владимировичем — единственным князем, носившим данное имя. Основание Судиславля они относили к годам молодости князя (до его заточения в Пскове), что делало бы Судиславль одним из старейших городов края. Однако отсутствие каких-либо упомянутых связей Судислава с Северо-Восточной Русью, неупоминание города в надёжных источниках вплоть до 1572 года, а также отсутствие каких-либо археологических находок на Соборной Горе старше XVI века позволяют усомниться в данной версии, основанной лишь на названии. Н. А. Зонтиков обратил внимание на тот факт, что имя Судислав было не только княжеским, но и боярским. По выдвинутой им версии, Судиславль, как и ряд соседних городов, был основан в 1520-х или 1530-х годах как крепость в ходе русско-казанских войн. Древнее имя, которое могло идти из XII—XIII веков, было, вероятно, дано в связи с именем некоего боярина, которому в старину принадлежала по соседству какая-то собственность — село, деревня, пустошь или пожня, сохранившая его имя. Зонтиков приводит примеры аналогичных объектов, сохранивших боярские имена.
Первое надёжное упоминание Судиславля встречается в духовном завещании Ивана Грозного 1572 года. Судиславль был отписан его сыну Фёдору.
Судиславский кремль (ныне — Соборная Гора) был деревянным, окружён валом и рвом. Вокруг простирались непроходимые болота, с которыми связана легенда об Иване Сусанине. На протяжении XVII—XVIII веков Судиславль, потеряв значение крепости, продолжал развиваться как торговый купеческий город.
В городе развивались ремёсла — ткацкое, кожевенное, столярное, гончарное. Судиславль был известен как один из центров торговли льном и кожей на севере Руси, а также как чрезвычайно грибное место. В конце лета значительная часть населения города и окрестных сёл уходила на сбор грибов, которые потом продавались на специальных «грибных ярмарках» перекупщикам из Санкт-Петербурга, Москвы и других крупных городов.
В XVIII—XIX веках Судиславль был одним из крупных центров старообрядчества. Важной фигурой для общины города был Николай Андреевич Папулин — купец, владелец полотняной фабрики и маслобойного завода, разбогатевший на грибном промысле. Он открыл в городе богадельню. Еще одним аспектом деятельности Папулина было коллекционирование икон — он собрал большое количество икон кисти Андрея Рублёва, строгановских иконописцев, древних поморов. В 1846 году в результате доноса в Санкт-Петербург Папулин был арестован, а затем сослан. После этого усилились гонения на старообрядцев, население города сократилось и расцвет города в целом закончился.
С 1719 года — удельный город, с 1778 года — заштатный город Костромского уезда Костромской губернии. В XVIII веке в окрестностях города было построено большое количество дворянских усадеб, некоторые из которых сохранились до наших дней.
В середине VIII века на карте Атласа Российской империи 1745 Московской губернии с лежащими вокруг местами при впадении реки Меса в реку Кострома (Вассея) показан город город Судиславъ. На рубеже XVIII - XIX веков на картах город не существует. На карте Костромского, а так же на смежной карте Ярославского наместничества 1792 года на реке Корба обозначено село Климцово находящееся в 2-х верстах, на картах Плана генерального межевания империи 1799 года детализированых в масштабе 1 верста на дюйм место пересечения дороги Кострома - Галич и реки Корба обозначено как Сельцо Богословское. На дорожной карте 1809 и почтовой карте империи 1871 года город носит название Судиславъ. На карте костромской губернии из Атласа 1835 г обозначен Пог:Судиславъ.
В XX веке Судиславль потерял свой городской статус и после 1925 года считался сельским поселением. Облик города в советское время мало изменился — в бывших усадьбах разместились различные госучреждения (в усадьбе Третьяковых — больница, а в доме Папулина — музыкальная школа). Самая значительная утрата для городского ландшафта — снесённые пятиглавие и колокольня Успенского собора. Интерьер этого собора был также разорён. В ансамбле Соборной горы остались нетронутыми шатровая колокольня, и внутреннее убранство Преображенского собора.
С 1929 года Судиславль — районный центр Судиславского района, с 1963 года — посёлок городского типа.

## Население
| 1959  | 1970  | 1979  | 1989  | 2002  | 2008  | 2009  |
| ----- | ----- | ----- | ----- | ----- | ----- | ----- |
| 3307  | ↗4662 | ↗5495 | ↗5783 | ↘5373 | ↘5000 | ↗5024 |
| 2010  | 2012  | 2013  | 2014  | 2015  | 2016  | 2017  |
| ↘4913 | ↘4826 | ↘4729 | ↗4736 | ↘4687 | ↗4705 | ↗4757 |
| 2018  | 2019  | 2020  | 2021  |       |       |       |
| ↘4730 | ↘4688 | ↘4666 | ↘4158 |       |       |       |

Национальный состав
По итогам переписи населения 2020 года проживали следующие национальности (национальности менее 0,1 % и другое, см. в сноске к строке «Другие»):
| Национальность | Численность, чел. | Доля     |
| -------------- | ----------------- | -------- |
| Русские        | 4010              | 96,44 %  |
| Азербайджанцы  | 16                | 0,38 %   |
| Украинцы       | 14                | 0,34 %   |
| Чуваши         | 8                 | 0,19 %   |
| Другие         | 110               | 2,65 %   |
| Итого          | 4158              | 100,00 % |

## Экономика
Промышленность городского поселения является одним из наиболее важных экономических блоков, обеспечивающих социально-экономическое развитие поселения. Промышленный потенциал представлен производством мебели, обработкой древесины, производством пищевых продуктов, обеспечением электрической энергией, газом и паром, водоснабжением, водоотведением.
Основные промышленные предприятия городского поселения поселок Судиславль:
- АО «КС-Среда» (производство мебели);
- ООО «Фабрика «Судисласть» (производство пищевых продуктов);
- МУП «РКС» (обеспечение электрической энергией, газом и паром, водоснабжение, водоотведение).

В структуре промышленного производства 93% занимают обрабатывающие производства; наибольший удельный вес занимает производство мебели ("КС-Среда") – это 85% промышленного производства поселения.
За 2021 год промышленными предприятиями городского поселения поселок Судиславль отгружено товаров, работ, услуг собственного производства 705,2 млн. руб.
Под Судиславлем находится база отдыха «Берендеевы поляны», на которой проводятся различные летние школы, например Летняя компьютерная школа. В летнее время около 10% населения города составляют любители спортивного программирования.

## Достопримечательности

### Спасо-Преображенский собор (1758 г)
Собор был сооружён на средства прихожан взамен стоявшей на этом же месте деревянной церкви с тем же посвящением.
Построенный в середине XVIII века, собор представляет собой хоть и несколько архаичный, но типичный для приволжских областей тип храма с четвериком, увенчанным несветовым пятиглавием и с высокой шатровой колокольней. В Судиславле колокольня не соединена со зданием храма (в аналогичных церквях колокольня могла венчать трапезную). Архаичный вкус местного купечества проявляется в конструктивном решении — четверик с несветовым пятиглавием и шатровая колокольня характерны для архитектуры XVII века. Однако стилевые черты XVIII века проявляются в наружном декоре — стены колокольни украшены пилястрами. Более классицистический декор имеет перестроенная в середине XIX века трапезная — промежутки между окнами разделаны пилястрами, есть антаблемент и треугольный фронтон.
Известно, что в 1837 году мастер кинешемской артели Туртухаев написал ряд новых икон для иконостаса и поновил старые, а в 1840 году он же изготовил и позолотил иконостасы приделов.

### Успенский собор (1790) — руинирован
Построен на средства петербургского и судиславского купцов Андрея Николаевича Москвина и Петра Фёдоровича Кокорева.
Храм организован по традиционному плану-«кораблю» — с запада колокольня над трапезной, четверик и апсида на востоке. Декор отражает архитектурную моду конца XVIII века — четверик украшен имитацией портика, полным антаблементом и фронтоном со всех сторон. Второй ярус четверика разделан пилястрами. Сандрики над окнами имеют треугольную и лучковую форму. В интерьере на крестчатые столбы наложены каннелированные пилястры. В целом наружный облик Собора до разрушения напоминал Владимирский собор в Санкт-Петербурге.
Точно неизвестно, когда именно после 1917 года было разрушено пятиглавие и колокольня Собора. В настоящее время сооружение находится в руинированном состоянии.

### Дом Н.А. Папулина (нач. XIX века)
Купеческий дом имеет стандартную классицистическую структуру — окна-продухи и рустовка на нижнем уровне, окна с прямоугольным и арочным завершением в основном этаже, выделение центра фасада фронтоном и четырьмя колоннами.
В начале XIX века эта схема распространилась в приволжских губерниях в результате работы петербургского архитектора Карла Росси в Твери и Рыбинске. Архитектор разрабатывал проекты жилых и хозяйственных сооружений, которые в итоге стали образцовыми. Использование приёмов из этих проектов — выделение центра (с помощью колонн и арочных окон), понижение углов, трехъярусная система — заметно в облике дома Н. А. Папулина.
Ныне в доме размещается детская музыкальная школа.

### Усадьба Третьяковых (1840-е — 1860-е)
В 1845 году Петр Третьяков выкупился с семьёй у помещика Елагина, переехал в Судиславль и купил кожевенный завод. В то же время он приобретает в городе участок и строит г-образный в плане дом.
В 1860-е дела и дом переходят к Ивану Петровичу Третьякову — он достроил дом в характерном для того времени стиле эклектики.
Это основной квадратный объём, срезанным углом выходящий на пересечение улиц. От него отходят два понижающихся крыла. Дом не просто встроен в улицу, а формирует собой красную линию перекрёстка.
Декор фасада сделан в три яруса, атектоничен (обычно руст применяется только в нижнем уровне декора, здесь же он пронизывает два уровня). Имеются как классицистические (полуциркульные окна, руст, антаблементы), так и архаичные черты (ширинки и сухарики под крышей). В целом композиция фасада с угла кажется динамичной и центростремительной, а со сторон улиц фасады выглядят асимметрично.
Особенно интересно оформление парадного входа — на ступенях размещена скульптурная группа со спящими львами. Это элемент декора, очень часто встречающийся в дворцах и особняках второй половины XIX века. Один из самых известных примеров — «Львиная лестница» в Воронцовском дворце в Алупке.
Также более поздним столичным аналогом дома Третьяковых в Судиславле может быть назван особняк Рекк, имеющий асимметричный план, эклектичный декор, соединяющий в себе несколько европейских стилей. С обеих сторон от украшенного портиками фасада размещены скульптуры спящего и пробуждающегося льва.
В доме Третьяковых в Судиславле сохранились элементы декора интерьера, в частности — камины с плиткой начала XX века.
Ныне в доме размещается городская больница.
В городе действует Судиславский краеведческий музей (филиал Костромского историко-архитектурного музея-заповедника).

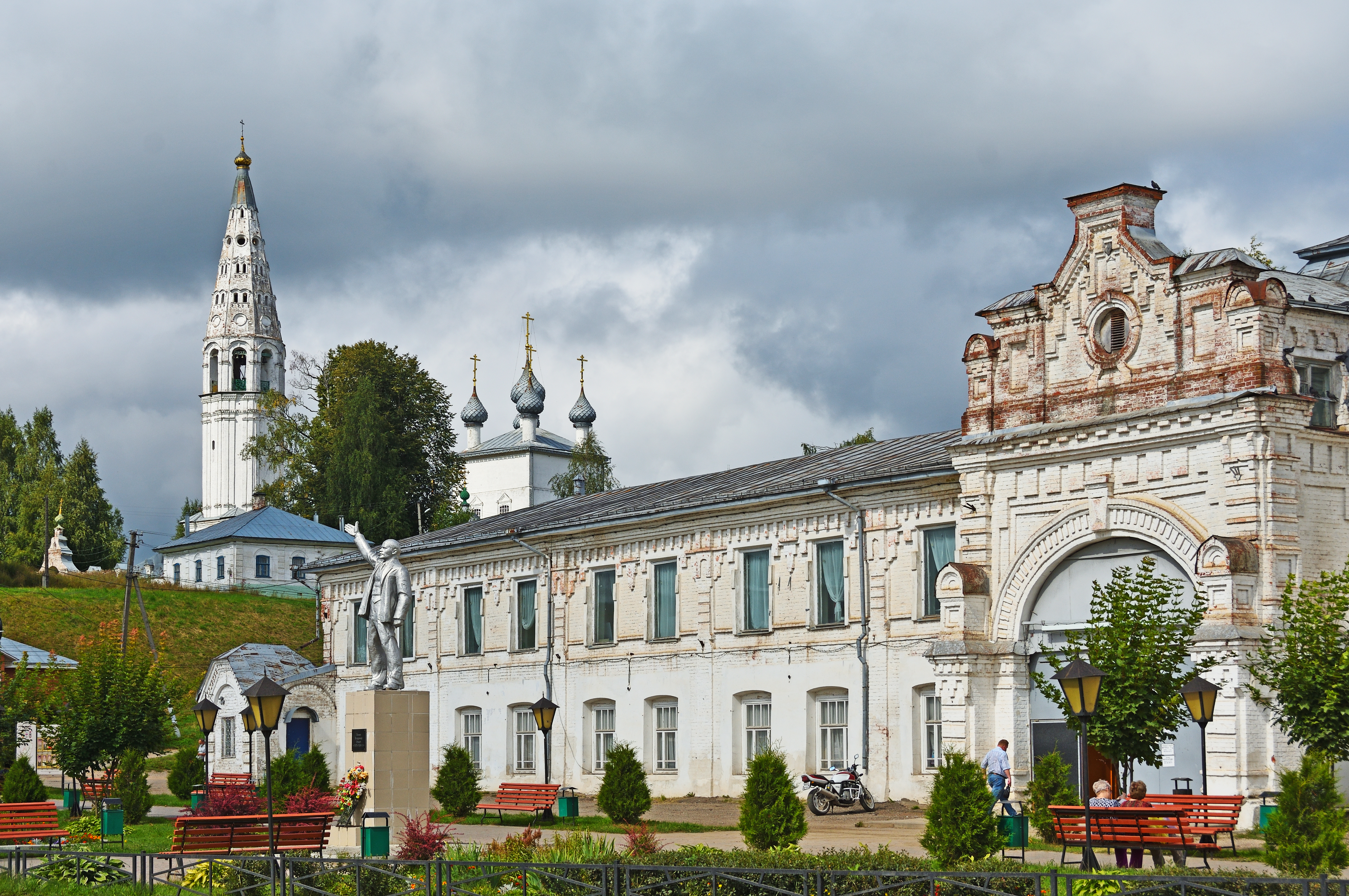
Судиславль. Центральная площадь
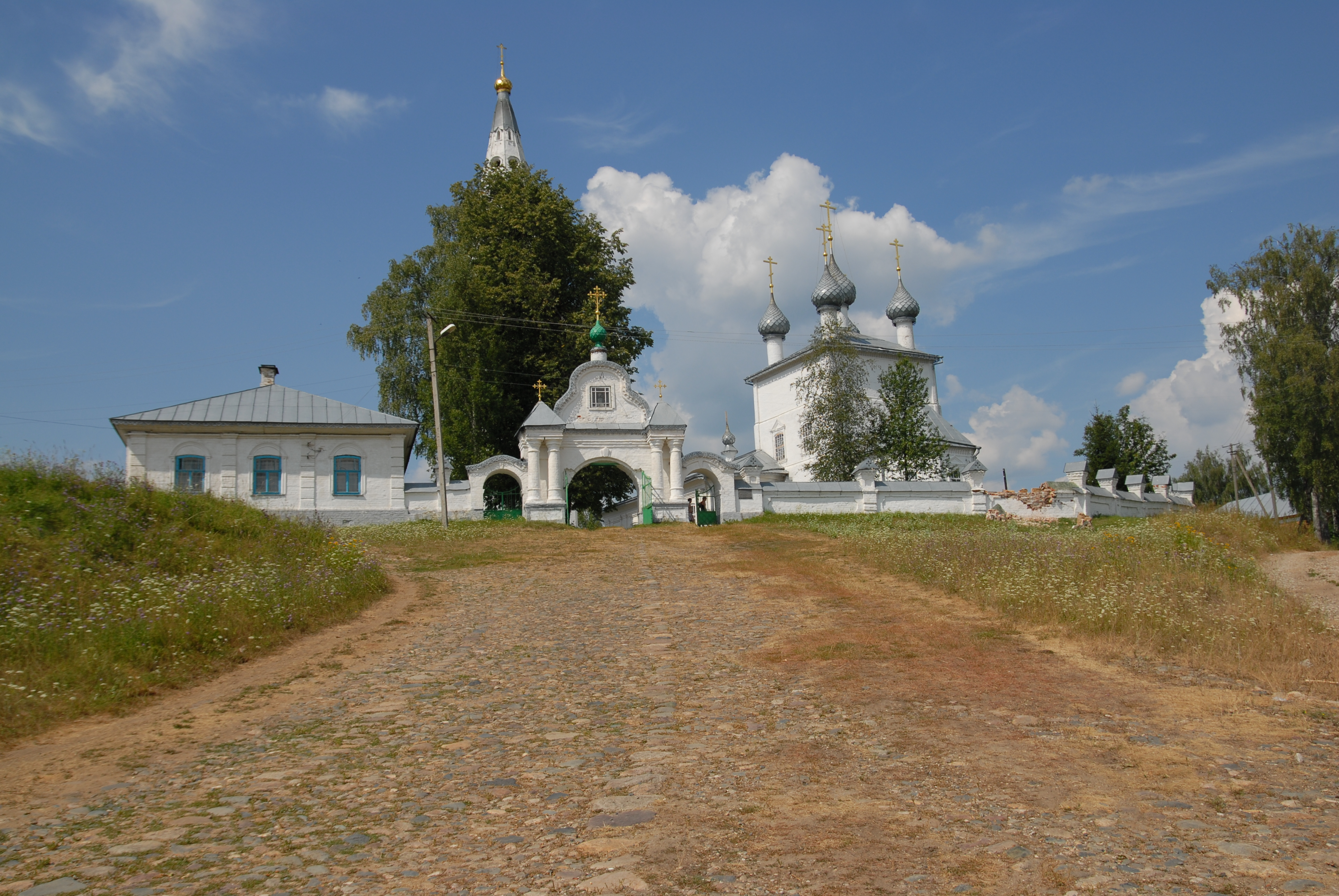
Преображенский собор (1758 год)

## Известные уроженцы
- Папулин, Николай Андреевич (1779—1848) — русский купец, предприниматель и коллекционер, старообрядец.
- Булкин, Анатолий Дмитриевич (1922—1996) — советский физик, специалист по полупроводникам, лауреат Ленинской премии 1966 года.
- Комлев, Герман Алексеевич (1933—2000) — советский художник-миниатюрист, мастер почтовой миниатюры.

## СМИ

### Телевидение
Областной телеканал «Русь» вещает в аналоговом режиме на 33 ТВК.

### Пресса
Общественно-политическая газета «Сельская жизнь»